# Chantal Garrigues
Pour les articles homonymes, voir Garrigues.
Chantal Garrigues est une actrice française née le 14 novembre 1944 à Le Pouget (Hérault) et morte le 29 juin 2018 dans le 14e arrondissement de Paris ,,. Elle était surtout connue pour jouer le rôle de Gisèle, la grand-mère d’Adam et Ève dans la série Soda.
Elle est la petite-fille du peintre français Noël Garrigues.
Elle est inhumée au cimetière de l'Ortet de Saint-Jean-de-Védas (Hérault).

## Filmographie

### Cinéma
- 1984 : Louise... l'insoumise
- 1989 : La Révolution française
- 1990 : Le Jeu du renard
- 2000 : Même pas mal
- 2002 : La Mentale : la mère de Lise
- 2003 : Laisse tes mains sur mes hanches : Jeanne, la femme au tournesol
- 2004 : Le Prince de Greenwich Village : la Française à la fenêtre
- 2005 : Dernier Instant
- 2008 : Les Femmes de l'ombre : Mme Duchemin
- 2017 : Boule et Bill 2 : Mme Stick
- 2019 : Mais vous êtes fous de Audrey Diwan

### Télévision
- 1974 : Les Bâtisseurs d'empire : le Schmürz
- 1985 : Donatien-François, marquis de Sade : le Beauvoisin
- 1986 : The Murders in the Rue Morgue
- 1990-1991 : Le Chevalier du labyrinthe : Mandragore et Lælith
- 1994 : Fortitude : la mère
- 1998 : Avocats et Associés : Eva (1 épisode)
- 1998 : Les Grands Enfants
- 1999 : Le Cocu magnifique : Estrugo
- 2000 : Joséphine, ange gardien : Gabrielle (1 épisode)
- 2000 : Les faux-fuyants : Suzanne, la femme de chambre de Diane
- 2002 : Commissariat Bastille : Maya (1 épisode)
- 2002 : PJ : la psy (1 épisode)
- 2007 : Boulevard du Palais : Judith Sancenay (1 épisode)
- 2009 : Central Nuit : Mme Castino (1 épisode)
- 2012-2014 : Soda : Gisèle, la grand-mère d'Adam
- 2014 : Soda : Un trop long week-end : Gisèle
- 2015 : Soda : Le Rêve américain : Gisèle
- 2016 : Chefs d'Arnaud Malherbe : Solange Couderc
- 2018 : Tandem : Jacqueline Marchal (saison 2, épisode 10)

### Publicité
- 2015 : Pub Volkswagen
- 2018 : Pub Ikea

## Théâtre
- Adieu, Juliette, Adieu, écrit et mis en scène par Julian Negulesco
- Une demande en mariage d'Anton Tchekhov
- Via Fellini, écrit et mis en scène par Jean-Louis Terrangle
- Jeanne au boucher de Philippe Bruneau, mise en scène de Jean-Louis Terrangle
- L'Exécrée, écrit et mis en scène par Pierre Filoux et François Gedanken
- Sketches satiriques de Karl Valentin, mise en scène de Jean-Louis Terrangle
- Les Contes d'Hollywood de Christopher Hampton, mise en scène de Pierre-Étienne Heymann
- Le Médecin malgré lui de Molière, mise en scène de Jean-Louis Terrangle
- Le Fou et la Nonne de Stanisław Ignacy Witkiewicz, mise en scène de Jean-Daniel Laval
- Colette un paradis perdu de Colette, mise en scène de Michel Dufresne
- Maman Sabouleux d'Eugène Labiche, mise en scène de Jean-Pierre Drouin
- La Fiancée de l'eau de Tahar Ben Jelloun, mise en scène de Magid Mezzouri
- Naître coupable, naître victime de Peter Sichrovsky, mise en scène de Stéphanie Loïk
- La Maison d'été de Jane Bowles, mise en scène de Robert Cantarella
- Oncle Vania d'Anton Tchekhov, mise en scène de Robert Cantarella
- Une soirée futuriste : Lil débarque de Ilia Zdanevitch, mise en scène de Robert Cantarella
- Une certaine quantité de conversations d'Alexandre Vvedenski, mise en scène de Robert Cantarella
- Kouprianov et Natacha d'Alexandre Vvendenski, mise en scène de Robert Cantarella
- Dormez, je le veux ! de Georges Feydeau, mise en scène de Florence Giorgetti
- Pour Phèdre de Per Olov Enquist, mise en scène de Vincent Dussart
- La Quatrième Sœur de Janusz Głowacki, mise en scène de Camille Chamoux
- La Dispute de Pierre Carlet de Chamblain de Marivaux, mise en scène de Vincent Dussart
- Eugénie impératrice de Jason Lindsey, mise en scène d'Éric Rouchaud
- Une famille ordinaire de José Pliya, mise en scène d'Isabelle Ronayette
- La Douleur de la cartographe de Chris Lee, mise en scène de Camille Chamoux
- Hors chenil de Bernard Souviraa
- Coiffure pour dames de Robert Harling, mise en scène de Daniel Roussel
- Nous les héros de Jean-Luc Lagarce, mise en scène d'Emmanuel Suarez
- Thoreau, même pas mort, écrit et mis en scène par Virginie Deville
- Ça va la famille ?, mis en scène par Vincent Dussart